# 東京都立狭山自然公園
東京都立狭山自然公園（とうきょうとりつさやましぜんこうえん）は、東京都東大和市・東村山市・武蔵村山市・西多摩郡瑞穂町の狭山丘陵に広がる東京都立の自然公園。1951年3月15日、東京都自然公園条例に基づき設定（昭和26年3月15日東京都告示第245号）。
都立狭山自然公園内には、都立狭山公園（1937年4月開園）、都立東大和公園（1979年6月開園）、都立野山北・六道山公園（1988年6月開園）、都立八国山緑地（1990年6月開園）、都立中藤公園（2016年4月開園）が立地している。
都県境を挟んで埼玉県立狭山自然公園と隣接する。

## 概要
旧東京市が水源確保のため、1928年（昭和3年）に村山貯水池（多摩湖）、1934年（昭和9年）に山口貯水池（狭山湖・埼玉県内）を完成させた後、水源地保全などを目的に1937年（昭和12年）に都立狭山公園を整備した。その後、東京緑地計画において貯水池全体を囲む「狭山景園地」が構想され、1951年（昭和26年）に東京都と埼玉県がほぼ同時に都立と県立狭山自然公園を指定することとなった。都立狭山自然公園の面積は775ha。
周辺は首都圏近郊緑地保全法に基づく狭山近郊緑地保全区域（約1607ha）となっている。
1993年（平成5年）には多摩湖の周辺を巡る多摩湖サイクリングロード（全長21.9km）が全道開通した（東京都道253号保谷狭山自然公園自転車道線参照）。

## 公園内の施設・緑地
市及び民間管理の施設・緑地も記す。
都立八国山緑地
狭山丘陵の東端部に位置する。村山貯水池（多摩湖）の東にあり、武蔵野台地に突き出た形状から「緑の島」とも称される。
都立狭山公園
村山貯水池（多摩湖）のダムの下部（東側）に整備された都立公園。
都立東大和公園
村山貯水池（多摩湖）南側の谷を隔てた丘陵上に位置する。都立最初の丘陵地公園である。
日月緑地付近
都立東大和公園と東大和市立狭山緑地の間の東大和市が管理する緑地の東には、私有地の雑木林が広がる。
また、緑地の西（雲性寺の裏手）にも私有地の雑木林が広がる。
東大和市立狭山緑地
東大和市内最大の緑地。
鹿島台遺跡付近
東大和市立狭山緑地の西、鹿島台遺跡付近にも所々に雑木林が広がる。
東大和芋窪緑地
トトロの森40号地、47号地
「芋窪の森」として管理されている。
観音寺森緑地
都立中藤公園
2016年4月に開園した都立公園で多摩湖の水源保全林に連なる。
都立野山北・六道山公園
狭山丘陵の西端部に位置する。

## 周辺
- 東村山市立北山公園
  - 八国山たいけんの里
- 正福寺
- 武蔵村山市立野山北公園
- 武蔵村山市立歴史民俗資料館
- 瑞穂町立六道山公園
- 埼玉県立狭山自然公園
  - 狭山湖
- 西武園ゆうえんち・ベルーナドーム
- 埼玉県立さいたま緑の森博物館
- 狭山丘陵いきものふれあいの里センター